# Бонево (Росія)
Бо́нево (рос. Бонево) — присілок у складі Орічівського району Кіровської області, Росія. Входить до складу Коршицького сільського поселення.
Населення становить 42 особи (2010, 81 у 2002).
Національний склад станом на 2002 рік — росіяни 90 %.